# Bernardo de Muro
Bernardo de Muro, né le 3 novembre 1881 à Tempio Pausania en Sardaigne et mort le 27 octobre 1955 à Rome, est un chanteur d'opéra (ténor) italien, actif de 1910 à 1935.
Un musée lui est consacré dans sa ville natale.

## Biographie
Bernardino de Muro est le fils d'Antonio Maria Demuro, un petit propriétaire terrien à Tempio Pausania. 
D'abord autodidacte, il commence à chanter dans un café de Tempio. Il s'installe à Rome, réussit le concours d'entrée du Conservatoire Sainte-Cécile en 1903 ; il y a pour professeurs A. Sbriscia et Alfredo Martino. Il fait ses débuts le 12 mai 1910, au Teatro Costanzi, dans Cavalleria rusticana de Mascagni ; le 20 janvier 1912, il chante à La Scala de Milan dans le rôle de Folco pour la première représentation en Italie d'Isabeau (it) de Pietro Mascagni, sous la direction de Tullio Serafin,. 
Au cours des années suivantes, il chante dans Madame Butterfly, L'Africaine, Carmen. Il effectue des tournées en Amérique du Sud (Buenos Aires, Rio de Janeiro et Rosario) et en Espagne en 1913-1914, où il chante dans  Isabeau, Carmen, Cavalleria rusticana et Iris de Mascagni. Il est de retour à Rome en février 1915, où il chante au Teatro Costanzi dans La fanciulla del West de Giacomo Puccini et dans Aida de Giuseppe Verdi. Il s'engage en 1916 dans la Sanità de Milan, continue de chanter tant dans des concerts de charité que sur scène. 
Il quitte la scène en 1935 pour des raisons de santé, investit dans une usine de liège à Milan ; dans les dernières années de sa vie, il enseigne le chant à New York, à Sturgis dans le Michigan, et à Rome.
Il meurt à Rome en 1955 ; reconnu par sa ville natale, il y est enterré sous une pyramide qu'il a lui-même conçue ; un musée lui y est consacré en 2015 dans le palais des Scolopi et présente des costumes de scène, des photographies, des objets personnels, des affiches de spectacles et quelques enregistrements,.